# Rob Stewart (Schauspieler)

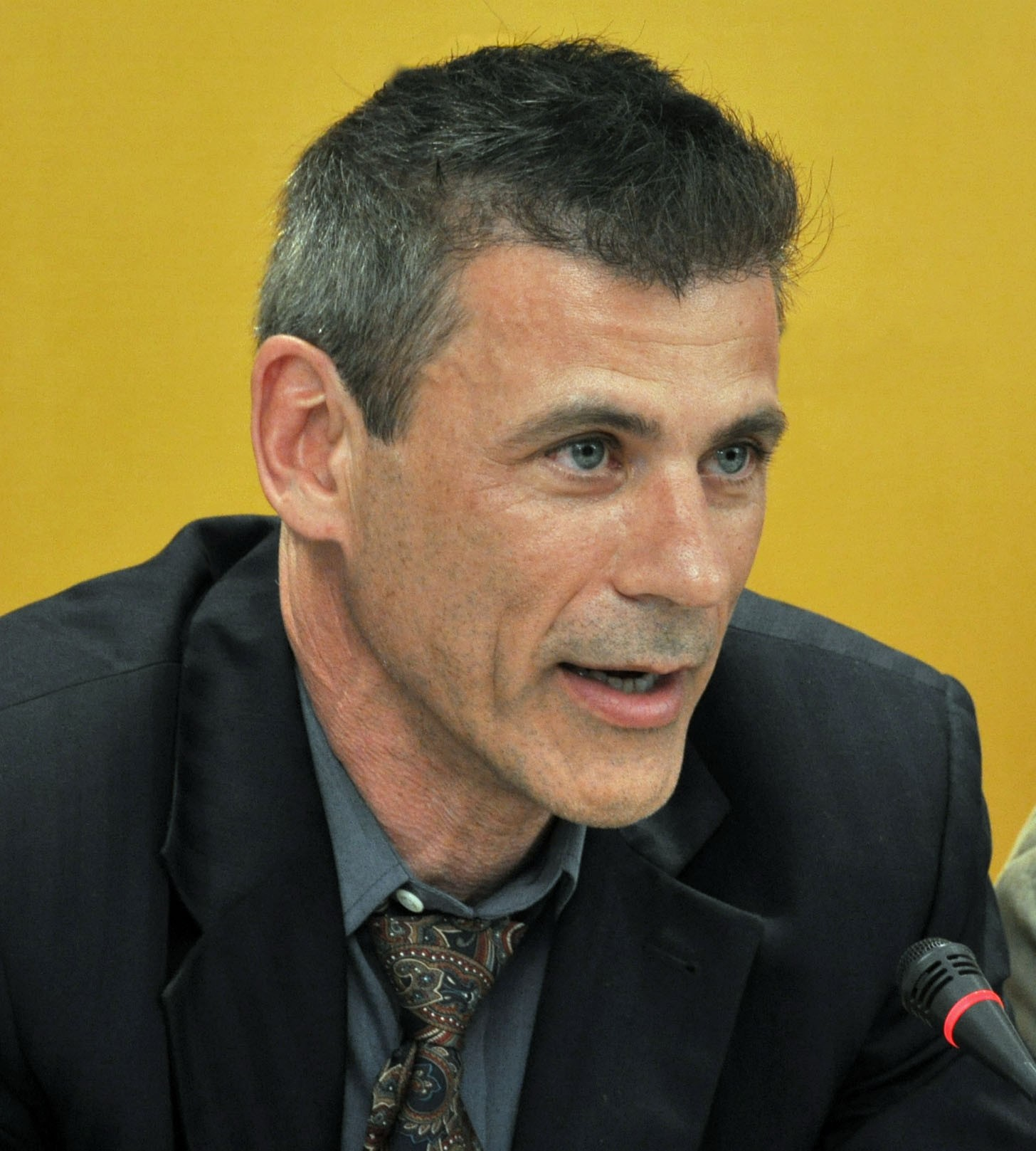
Rob Stewart (2009)

Rob Stewart (* 23. Juli 1961 in Toronto, Ontario) ist ein kanadischer Schauspieler. Er wurde vor allem durch seine Mitwirkung in den Fernsehserien Tropical Heat und Painkiller Jane bekannt.

## Leben
Mit 17 hatte sich Rob Stewart beim Eishockeyspielen eine schwere Verletzung zugezogen, in deren Folge er eine Niere verlor und die damit eine weitere Sportkarriere nicht zuließ. Er verdingte sich anschließend als Gitarrenspieler und Sänger und studierte Latein und Englisch an der University of Waterloo. Nach einigen Minijobs hatte er 1988 in einem Remake der Serie Alfred Hitchcock Presents sein Debüt als Schauspieler. Von 1991 bis 1993 porträtierte er Nick Slaughter in der Serie Tropical Heat. Er führte außerdem bei einigen Folgen Regie. Anschließend spielte er in einigen TV-Serien und -Filmen mit. Weitere Hauptrollen spielte er in den Serien Amazonas – Gefangene des Dschungels (1999–2000) und Painkiller Jane (2007).

## Filmografie (Auswahl)
- 1991–1993: Tropical Heat (Sweating Bullets, Fernsehserie, 73 Episoden)
- 1994: Das letzte Rendezvous (Broken Lullaby)
- 1995: Someone to Die For
- 1996: Mord unter heißer Sonne (Criss Cross)
- 1997: High Incident – Die Cops von El Camino (High Incident)
- 1997: Operation Delta Force (Operation Delta Force – Great Soldiers)
- 1997: Die Hawking Affäre (Motel Blue)
- 1998: Verraten – Eine Frau auf der Flucht (Sweet Deception)
- 1999–2000: Amazonas – Gefangene des Dschungels (Amazon, Fernsehserie, 23 Episoden)
- 2004: 5ive Days to Midnight (Miniserie)
- 2005: Missing – Verzweifelt gesucht (Fernsehserie, 2 Episoden)
- 2007: Painkiller Jane (Fernsehserie, 22 Episoden)
- 2010: The Bridge (Fernsehserie, 1 Folge)
- 2010: Republic of Doyle – Einsatz für zwei (Republic of Doyle, Fernsehserie, 1 Folge)
- 2010–2012: Nikita (Fernsehserie, 23 Episoden)
- 2012: The L.A. Complex (Fernsehserie, 4 Episoden)
- 2012–2013: Beauty and the Beast (Fernsehserie, 6 Episoden)
- 2013: Defiance (Fernsehserie, Episode 1x06)
- 2013: Verliebt in Molly (Molly Maxwell)
- 2013–2015: Suits (Fernsehserie, 5 Episoden)
- 2015: Dark Matter (Fernsehserie, Episoden 1x01–1x02)
- 2015–2019: Killjoys (Fernsehserie, 31 Episoden)
- 2016: Slasher (Fernsehserie, 6 Episoden)
- 2016: Population Zero
- 2016, 2017: Incorporated (Fernsehserie, 6 Folgen)
- 2017: Saving Hope (Fernsehserie, 1 Episode)
- 2017: Kodachrome
- 2018: Carter (Fernsehserie, 1 Episode)
- 2019: Designated Survivor (Fernsehserie, 4 Episoden)
- 2021: Zoey’s Extraordinary Playlist (Fernsehserie, 3 Episoden)
- 2021: Private Eyes (Fernsehserie, 1 Episode)